# Biatlo nos Jogos Olímpicos de Inverno de 2018 - Revezamento misto
O revezamento do biatlo nos Jogos Olímpicos de Inverno de 2018 foi disputado no Centro de Biatlo Alpensia, em Daegwallyeong-myeon, Pyeongchang, em 18 de fevereiro.

## Medalhistas
|  | FRA França                                                       |  | NOR Noruega                                                        |  | ITA Itália                                                 |
|  | Marie Dorin Habert Anaïs Bescond Simon Desthieux Martin Fourcade |  | Marte Olsbu Tiril Eckhoff Johannes Thingnes Bø Emil Hegle Svendsen |  | Lisa Vittozzi Dorothea Wierer Lukas Hofer Dominik Windisch |

## Resultados
A prova foi disputada às 20:15 hora local. As duas primeiras pernas foram executadas pelas mulheres que percorreram o trajeto de 6 quilômetros cada, enquanto que as duas pernas finais foram percorridas por homens que percorreram 7,5 quilômetros. Cada atleta passou pela estação de tiro duas vezes, a primeira atirando deitado e a segunda em pé. 
| Pos. | Bib | País                                                                                         | Tempo                                     | Penalidades (P+S)                       | Diferença |
| ---- | --- | -------------------------------------------------------------------------------------------- | ----------------------------------------- | --------------------------------------- | --------- |
| 01 ! | 7   | FRA França Marie Dorin Habert Anaïs Bescond Simon Desthieux Martin Fourcade                  | 1:08:34.3 15:51.1 16:46.4 17:58.4         | 0+1 0+3 0+0 0+0 0+1 0+3 0+0 0+0         | –         |
| 02 ! | 1   | NOR Noruega Marte Olsbu Tiril Eckhoff Johannes Thingnes Bø Emil Hegle Svendsen               | 1:08:55.2 16:16.9 16:55.1 17:24.4 18:18.8 | 0+5 1+6 0+2 0+1 0+2 1+3 0+0 0+1 0+1 0+1 | +20.9     |
| 03 ! | 2   | ITA Itália Lisa Vittozzi Dorothea Wierer Lukas Hofer Dominik Windisch                        | 1:09:01.2 15:44.1 16:34.4 18:17.4 18:25.3 | 0+1 0+6 0+0 0+0 0+0 0+3 0+0 0+1 0+1 0+2 | +26.9     |
| 4    | 3   | GER Alemanha Vanessa Hinz Laura Dahlmeier Erik Lesser Arnd Peiffer                           | 1:09:01.5 15:46.3 16:02.3 18:14.7 18:58.2 | 0+2 1+5 0+0 0+0 0+0 0+1 0+0 0+1 0+2 1+3 | +27.2     |
| 5    | 11  | BLR Bielorrússia Nadezhda Skardino Darya Domracheva Sergey Bocharnikov Vladimir Chepelin     | 1:09:29.8 16:10.7 16:10.5 18:29.8 18:38.8 | 0+2 0+1 0+0 0+0 0+0 0+1 0+1 0+0         | +55.5     |
| 6    | 8   | FIN Finlândia Laura Toivanen Kaisa Mäkäräinen Tero Seppälä Olli Hiidensalo                   | 1:09:38.2 16:46.6 16:01.2 18:30.6 18:19.8 | 0+1 0+2 0+0 0+1 0+0 0+0 0+1 0+1 0+0 0+0 | +1:03.9   |
| 7    | 10  | UKR Ucrânia Iryna Varvynets Yuliia Dzhima Dmytro Pidruchnyi Artem Pryma                      | 1:09:46.4 16:18.6 16:29.6 18:22.9 18:35.3 | 0+3 0+2 0+1 0+0 0+1 0+0 0+1 0+1 0+0 0+1 | +1:12.1   |
| 8    | 13  | CZE República Checa Veronika Vítková Markéta Davidová Ondřej Moravec Michal Krčmář           | 1:10:13.6 16:07.4 16:54.6 18:24.4 18:47.2 | 0+5 0+3 0+2 0+1 0+3 0+0 0+0 0+1         | +1:39.3   |
| 9    | 6   | OAR Atletas Olímpicos da Rússia Uliana Kaisheva Tatiana Akimova Anton Babikov Matvey Eliseev | 1:10:49.1 16:20.9 16:41.9 18:16.9 19:29.4 | 0+6 0+4 0+2 0+1 0+0 0+1 0+1 0+1 0+3 0+1 | +2:14.8   |
| 10   | 18  | AUT Áustria Lisa Hauser Katharina Innerhofer Simon Eder Julian Eberhard                      | 1:10:56.3 16:53.8 17:09.9 18:11.5 18:41.1 | 0+6 0+8 0+1 0+3 0+2 0+3 0+1 0+0 0+2 0+2 | +2:22.0   |
| 11   | 5   | SWE Suécia Mona Brorsson Hanna Öberg Jesper Nelin Fredrik Lindström                          | 1:11:07.5 17:37.5 16:23.7 18:29.5 18:36.8 | 0+2 2+6 0+0 2+3 0+0 0+1 0+2 0+1 0+0 0+1 | +2:33.2   |
| 12   | 15  | CAN Canadá Rosanna Crawford Julia Ransom Brendan Green Christian Gow                         | 1:11:11.0 16:18.8 17:14.5 18:57.9 18:39.8 | 0+2 0+7 0+1 0+1 0+0 0+2 0+1 0+2 0+0 0+2 | +2:36.7   |
| 13   | 9   | SUI Suíça Elisa Gasparin Lena Häcki Benjamin Weger Serafin Wiestner                          | 1:11:31.4 16:48.1 17:21.8 18:02.7 19:18.8 | 1+6 0+7 0+1 0+3 1+3 0+2 0+1 0+0 0+1 0+2 | +2:57.1   |
| 14   | 12  | SLO Eslovênia Urška Poje Anja Eržen Klemen Bauer Jakov Fak                                   | 1:11:55.6 16:55.3 17:59.5 18:05.0 18:55.8 | 0+0 1+7 0+0 0+2 0+0 1+3 0+0 0+0 0+0 0+2 | +3:21.3   |
| 15   | 19  | USA Estados Unidos Susan Dunklee Joanne Reid Tim Burke Lowell Bailey                         | 1:12:05.4 16:07.9 18:50.7 18:29.1 18:37.7 | 0+3 3+6 0+2 0+0 0+0 3+3 0+0 0+3 0+1 0+0 | +3:31.1   |
| 16   | 14  | POL Polônia Magdalena Gwizdoń Kamila Żuk Andrzej Nędza-Kubiniec Grzegorz Guzik               | 1:12:17.9 16:10.0 16:38.8 19:39.3 19:49.8 | 0+4 0+4 0+1 0+0 0+0 0+2 0+0 0+1 0+3 0+1 | +3:43.6   |
| 17   | 16  | BUL Bulgária Emilia Yordanova Daniela Kadeva Krasimir Anev Vladimir Iliev                    | 1:12:31.7 16:49.9 17:46.0 18:56.2 18:59.6 | 0+7 0+4 0+1 0+0 0+2 0+1 0+1 0+3 0+3 0+0 | +3:57.4   |
| 18   | 20  | KAZ Cazaquistão Galina Vishnevskaya Alina Raikova Roman Yeremin Maxim Braun                  | 1:14:13.7 16:09.1 17:39.5 20:12.0 20:13.1 | 3+4 0+3 0+0 0+1 3+3 0+0 0+1 0+1         | +5:39.4   |
| 19   | 17  | LTU Lituânia Natalija Kočergina Diana Rasimovičiūtė Tomas Kaukėnas Vytautas Strolia          | LAP 18:16.3 LAP 0                         | 0+4 1+3 0+2 1+3 0+2 0+0 0               | —         |
| 20   | 4   | SVK Eslováquia Paulína Fialková Anastasiya Kuzmina Matej Kazár Martin Otčenáš                | LAP 21:33.9 LAP 0                         | 4+6 1+4 4+3 1+3 0+3 0+1 0               | —         |

Legenda
| Recorde mundial      | Recorde mundial (World record)               |                       | Recorde africano                      | Recorde africano (African) |                                           | Q | Classificado por posição (Qualified) |
| Recorde olímpico     | Recorde olímpico (Olympic record)            | Recorde da América    | Recorde da América (Americas)         | q                          | Classificado por melhor tempo (Qualified) |   |                                      |
| Melhor marca do ano  | Melhor marca do ano (World leading)          | Recorde asiático      | Recorde asiático (Asian)              | DNS                        | Não largou (Did not start)                |   |                                      |
| Recorde nacional     | Recorde nacional (National record)           | Recorde europeu       | Recorde europeu (European)            | DNF                        | Não terminou (Did not finish)             |   |                                      |
| Recorde pessoal      | Recorde pessoal do atleta (Personal best)    | Recorde da Oceania    | Recorde da Oceania (Oceania)          | DSQ / DQ                   | Desclassificado (Disqualified)            |   |                                      |
| Recorde da temporada | Recorde da temporada do atleta (Season best) | Recorde sul-americano | Recorde sul-americano (South America) | NM                         | Sem marca (No mark)                       |   |                                      |